# Saint-Léger-Triey
Saint-Léger-Triey é uma comuna francesa na região administrativa da Borgonha-Franco-Condado, no departamento de Côte-d'Or. Estende-se por uma área de 10,43 km². Em 2010 a comuna tinha 247 habitantes (densidade: 23,7 hab./km²).